# خمر فطير

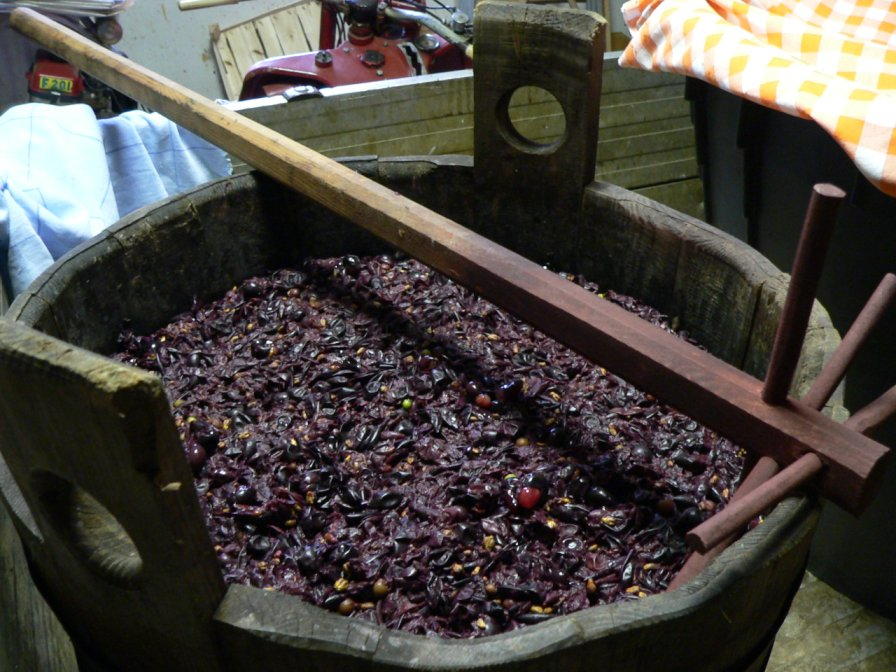
عصر العنب لتحضير الخمر الفطير

الخمر الفطير  هو عصير فاكهة طازجة، غالباً عصير العنب، في مراحله الأولى قبل التخمر، والذي يحوي بالإضافة إلى العصير كل من القشر والبذر، وتدعى تلك الأجزاء الصلبة باسم الثفل (أو الثجير)، وهي تشكل ما بين 7–23% من الوزن الكلي للخمر الفطير. على العكس من عصير العنب المباع تجارياً والذي يكون مرشحاً ومبستراً، فإن الخمر الفطير يكون سميك القوام ومعتماً.
تعد مرحلة تحضير الخمر الفطير المرحلة الأولى في صناعة النبيذ؛ كما يعد عصير العنب الفطير أساسياً في تحضير الخل البلسمي التقليدي. ونظراً لارتفاع محتوى الغلوكوز، والذي يتراوح بين 10 و15%، فإنه من الممكن أن يستخدم لدى بعض الشعوب على هيئة مادة محلّية.